# Vibronychiurus
Genre
Vibronychiurus est un genre de collemboles de la famille des Onychiuridae.

## Distribution
Les espèces de ce genre se rencontrent en zone paléarctique.

## Liste des espèces
Selon Checklist of the Collembola of the World (version du 29 septembre 2019) :
- Vibronychiurus aestimabilis Pomorski, 2006
- Vibronychiurus archivari (Christiansen, 1956)
- Vibronychiurus caucasicus Pomorski, 2006
- Vibronychiurus hermonicus (Gruia, Poliakov & Broza, 2000)
- Vibronychiurus vinolentus Pomorski, 1998

## Publication originale
- Pomorski, 1998 : New Onychiurinae from Bulgaria and Turkey (Collembola: Onychiuridae). Polskie Pismo Entomologiczne, vol. 67, no 1/2, p. 3-11.